# International Motor Sports Association
International Motor Sports Association, ofta förkortat IMSA, är en amerikansk motorsportorganisation som sanktionerar olika tävlingsserier, däribland sportvagnsserien Weathertech Sportscar Championship (tidigare United Sportscar Racing) som är en sammanslagning av de tidigare serierna American Le Mans Series och Rolex Sports Car Series.